# Ступин, Константин Валентинович
Константи́н Валенти́нович Сту́пин (9 июня 1972, Волгоград — 16 марта 2017, Орёл) — советский и российский рок-музыкант, автор-исполнитель и фронтмен группы «Ночная трость».

## Биография
Константин Ступин родился 9 июня 1972 в Волгограде; в 1973 году его семья переехала жить в Орёл.
Дед, Ступин Иван Спиридонович — Герой Советского Союза.
Отец Валентин Иванович Ступин — военный лётчик, погиб, когда Константину было 10 лет.
Сын Александр.

### Творчество
В 1990 году группа «Ночная трость» выступила на Фестивале надежд, организованном московской рок-лабораторией (с этого же фестиваля начались карьеры групп «Ногу свело!», «Монгол Шуудан», «НАИВ» и «Бахыт-Компот»), где получила приз зрительских симпатий.
Ступин написал более 200 песен, среди которых:
- «Когда я умер»[2],
- «Лёд и ветер»[3][4],
- «Ирина и Марина»[5],
- «Пушистый хвост лисицы»[6].

Последний концерт Ступина состоялся 12 марта 2017 года в Москве.

### Альбомы и синглы
- 1990 год:
  - «Гремит моя музыка» — Ночная Трость
  - «Новый порядок» — Ночная Трость
  - «Новый порядок 2» — Ночная Трость
- 1996 год:
  - «Машины» — Ночная Трость
- 2013 год:
  - «Лёд и ветер» (Single) — Ночная Трость
  - «Ночная трость» (Single) — Ночная Трость
  - «Ступа & Рост» — Ночная Трость
  - «Эксперименты Роста» — Ночная Трость
  - «1988 — 2013» — Ночная Трость
  - «Фантастика» — Ночная Трость

- 2014 год:
  - «Кайф» (Single) — Ступа & Белый
  - «Ирина и Марина» (Single) — Константин Ступин
  - «Экспедиция» — Ночная Трость
  - «Всё уже было» — Ночная Трость

- 2015 год:
  - «Наша жизнь» (Single) — Константин Ступин
  - «Корсары» (Single) — Константин Ступин
  - «Подводник» (Single) — Константин Ступин
  - «Какая Разница?» (перезапись старых песен в акустике и 5 новых песен) — Константин Ступин

- 2016 год:
  - «Героин» (Single) — Константин Ступин
  - «Сны комиссара» (Single) — Константин Ступин
  - «Осень» (Single) — Константин Ступин & Алексей Ракитин
  - «Wild Thing» (Cover Single) — Константин Ступин & Алексей Ракитин
  - «Всё как есть» (Single) — Константин Ступин & Алексей Ракитин
  - «Лепрозорий» (Cover Single) — Константин Ступин UND Гранитный Цех
  - «Breaking the Law» (Cover Single) — Константин Ступин UND Гранитный Цех
  - «И я решил» (Single) — Константин Ступин UND Гранитный Цех

- 2017 год:
  - «Кайф» (Single) — Константин Ступин UND Гранитный Цех
  - «STUPA 2.0» (5 новых песен и 5 старых перезаписанных песен) — Константин Ступин & Алексей Ракитин
  - «Электричество» (1 новая песня и 8 старых перезаписанных песен) — Константин Ступин UND Гранитный Цех

- 2019 год:
  - «Год чумы» (3 новых песни и 11 старых перезаписанных песен) — Константин Ступин & Алексей Ракитин

Сборники и концертные альбомы:
1990 "Фестиваль надежд" (live)
2013 "Live" (live)
2013 "Акустика" (live)
2014 «Клуб „Пуля Серебра“» (live)
2014 «Акустика Live» (live)
2015 «Мой друг» (перезапись песни)
2017 (издан в 2023) «Лёд и ветер» (live в "Grenadine")
2018 «Ремесло» (сборник акустических вариаций песен)
2019 «Punk’s Not Dead» (сборник перезаписанных песен)
2023 "Перрон" (сборник песен)
2023 «Когда я умер» (сборник перезаписанных песен)

### Посмертный альбом[7]
23 марта 2017 года в сети был опубликован посмертный альбом, под названием «STUPA 2.0», который попал в музыкальную библиотеку Apple. Над ним Ступин работал вместе с вокалистом орловской группы «Plastика» и автором проекта «BANEV!» Алексеем Ракитиным. Подготовка релиза заняла полтора года.
Альбом, которым мы хотели показать, что песни Константина — это актуально, это творчество вне времени, вне рамок; показать, что Ступа - не просто панк и отвязный рокнролльщик, но, — в первую очередь — очень и очень талантливый автор. И в то же время мы хотели очень аккуратно и бережно отнестись к песням, чтобы сохранить их дух, мощь и харизму Константина, как исполнителя. Как нам кажется, это удалось. Эта пластинка — ни в коем случае не эпитафия, не прощальный аккорд. Творец жив, пока живёт то, что он создал, в душах других людей, пока резонируют песни и стихи в такт с сердцами слушателей.Алексей Ракитин

### Антисоциальное поведение
После выступления на фестивале 1990 года в Москве музыкант попробовал тяжёлые наркотические вещества. После того, как сотрудники правоохранительных органов обнаружили их у Ступина, он впервые был арестован и оказался в местах лишения свободы.
После этого случая он еще несколько раз отправлялся в тюрьму. Всего музыкант провёл в тюрьме девять лет, которые отразились на его творчестве. В перерывах между заключениями Константин предпринимал попытки возродить былой коллектив и активно принимал участие в местных фестивалях. Но творчество дохода не приносило, и Ступин часто занимался воровством.
После очередного освобождения в 2013 году музыкант, так и не сумев возродить родной коллектив, начал заниматься сольным творчеством.

### Смерть
Умер у себя дома в Орле от туберкулёза, во сне, в ночь с 16 на 17 марта 2017 года, не дожив чуть меньше трёх месяцев до своего 45-летия. Был похоронен 19 марта на Лепёшкинском кладбище в городе Орле.

## Фильмография
4 и 5 июля 2015 года состоялся премьерный показ фильма «Гомункул» в художественной галерее «Х. Л. А. М.» (режиссёры Р. Дмитриев и К. Савельев, художник Валентина Золотых). Одну из главных ролей в фильме сыграл Ступин.
Ступин прославился благодаря тизеру этого фильма, — в котором он в беседе с писателем Аркадием Давидовичем произносит ставшую мемом фразу «Ты втираешь мне какую-то дичь».
| Год  |     | Название | Роль   |
| ---- | --- | -------- | ------ |
| 2015 | ф   | Гомункул | Ступин |
| 2019 | док | Ступа    | камео  |

## Критика
- Российский музыкант и шоумен Стас Барецкий заявил, что Константин Ступин был истинным рокером:

Он просто любил то, что делал. И жизнь любил. Мог бы, конечно, больше раскрутиться. Но для него рок был истинной страстью.
- Алексей Ширинкин: Иссушённый, усталый мужчина без нескольких зубов чрезвычайно убедительно, мощно исполняет песни под акустическую гитару. У каждой записи — сотни тысяч просмотров, и ниже комментарии в духе: «талантище», «это настоящий рок», «Ступа — последний панк России»[16].
- Аркадий Давидович в память о Константине Ступине[17]:

Он много сделал для искусства: и в кино, и как рок-музыкант… Его считают родоначальником таёжного рока; и люди, которых ничем невозможно удивить, — они были удивлены его талантом.

## Память
Через несколько месяцев после смерти Константина Ступина разработчики игры «Ash of Gods» создали в память о нём персонажа по имени Руор.
В 2019 году вышел документальный фильм «Ступа», посвящённый памяти музыканта.